# Giuseppe Filippini
Giuseppe Filippini (Pesaro, 21 febbraio 1879 – Pesaro, 29 gennaio 1972) è stato un politico e antifascista italiano.

## Biografia
Iscrittosi ai primi del Novecento nel Partito Socialista Italiano, nel 1903 fu nominato assessore della sua città natale. Nel 1907 fu uno dei promotori delle Camere del Lavoro di Pesaro.
Allo scoppio della prima guerra mondiale partì volontario, e al rientro dal fronte si dedicò alla politica, venendo eletto nel 1919 per la prima volta alla Camera. Nel 1922 si allontanò dal partito entrando nell'organigramma del Partito Socialista Unitario, fino all'avvento del governo Mussolini. In quegli anni si dedicò all'attività forense, rientrando nella politica attiva alla caduta del fascismo, venendo proclamato rappresentante socialista del CLN di Pesaro.
Membro della Costituente, venne eletto senatore di diritto nella I legislatura, nelle file del Partito Socialista Democratico Italiano.